# Crossocheilus rostratus
Crossocheilus rostratus és una espècie de peix cipriniforme de la família dels ciprínids.